# Fernando Arbós y Tremanti
Fernando Arbós y Tremanti (Roma, 22 de octubre de 1844-Madrid, 18 de diciembre de 1916) fue un arquitecto español, conocido por obras como la iglesia de San Manuel y San Benito.

## Biografía
Nacido en Roma en 1844, era hijo de Gertrudis Tremanti y de Manuel Arbós. Su padre fue un artista distinguido como acuarelista y grabador, premiado en exposiciones nacionales y corresponsal de la Real Academia de San Fernando.

Estudió Bellas Artes en París, en el periodo que va desde 1862 hasta el año 1865. Los estudios de Arquitectura los acabó en Madrid en 1869. Ganó, en colaboración con el arquitecto José María Aguilar), el concurso público de proyectos, convocado en 1870 por el Consejo del Monte de Piedad y Caja de Ahorros de Madrid.

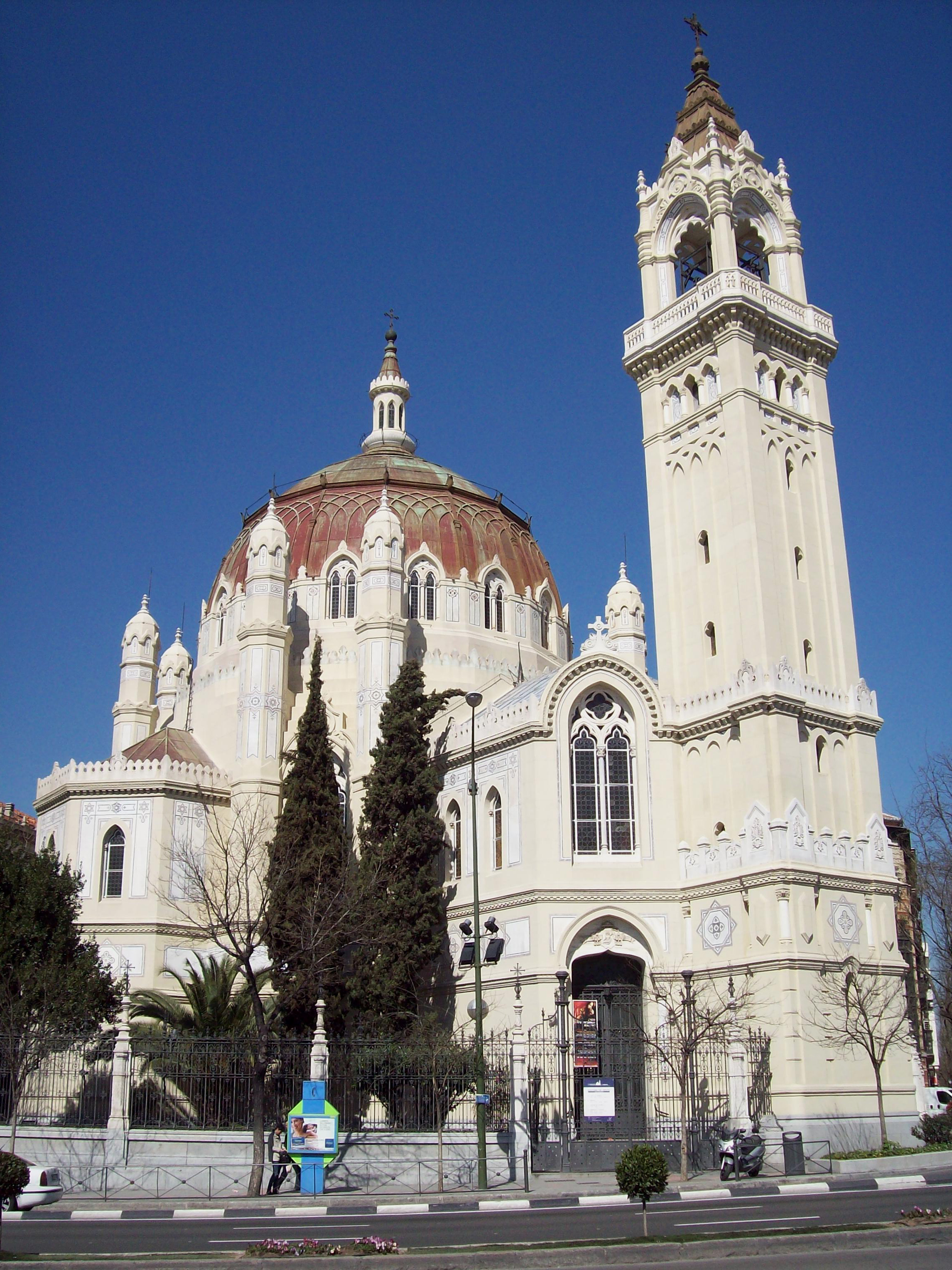
Uno de los ejemplos arquitectónicos de Arbós: la iglesia de San Manuel y San Benito en Madrid.

Construyó la sede central de esta entidad, en la plaza de Celenque (derribada), y la casa de las Alhajas, en la vecina plaza de San Martín, edificio que sí se conserva y es usado desde la década de 1980 como sala de exposiciones de la Fundación Cajamadrid. Construyó igualmente la Casa Encendida. Es autor igualmente de la necrópolis del Este o cementerio de la Almudena (1877).
Al ser derribada la antigua Real Basílica de Nuestra Señora de Atocha y elaborados los trazados de calles en los terrenos resultantes, siendo creado el Patronato con el objeto de la edificación de un nuevo templo, se convocó un concurso de proyectos en mayo de 1890, y en él también obtuvo Arbós el primer premio así como la dirección de las obras, aunque éstas quedaron inconclusas. Sólo se conservan el claustro, que finalmente se destinó a Panteón de Hombres Ilustres, y el campanario, conocido como el campanile por sus claras influencias italianas. La obra del templo quedó a medio ejecutar y sufrió graves daños durante la guerra civil, derribándose tras ésta lo que había quedado en pie y construyéndose en su lugar un edificio completamente nuevo.